# Cal Tajonell
Cal Tajonell és una casa d'Arbolí (Baix Camp) inclosa a l'Inventari del Patrimoni Arquitectònic de Catalunya.

## Descripció
Edifici bastit de paredat, de planta baixa, pis i golfes i cobert per una teulada de teula. A la façana s'hi obre una porta baixa que mena al soterrani, la porta d'entrada i una finestrella a la planta baixa, una finestra al primer pis i una altra de més petita a les golfes. Aquestes dues finestres són ben típiques, amb una petita obertura en un dels finestrons. L'edifici constitueix una bona mostra de les construccions prioratines de les darreres centúries.

## Història
L'actual edifici correspon a la meitat d'una propietat anterior, de característiques constructives similars, i que roman també desocupada.